# Trbušnica (miasto Loznica)
Trbušnica (cyr. Трбушница) – wieś w Serbii, w okręgu maczwańskim, w mieście Loznica. W 2011 roku liczyła 836 mieszkańców.